# Josep Tarrats i Comaposada
Josep Tarrats i Comaposada (Manresa, 29 d'agost de 1878 - València, 28 de setembre de 1936) fou un germà llec jesuïta, assassinat al començament de la Guerra civil espanyola. És venerat com a beat per l'Església Catòlica.
Nasqué a Manresa en el si d'una família molt cristiana. Fou escolà a la seva parròquia i membre de la Confraria de la Immaculada i de Sant Estanislau, fets que influïren en la seva vocació religiosa. Ingressà en la Companyia de Jesús el 28 d'agost de 1895 i hi feu els vots solemnes el 2 de febrer de 1910, però com a llec, ja que no s'ordenà sacerdot. Hi fou infermer. Fou a les cases de Tortosa i de València, on fou porter a més d'infermer. Quan la Companyia fou dissolta pel decret del govern republicà, fou infermer a l'Asil d'Ancians Desemparats de la ciutat. Hi fou arrestat i afussellat a València poc després de l'inici de la guerra.
Fou beatificat per Joan Pau II l'11 de març de 2001, amb onze companys més.